# Hermann Fiddickow
Hermann Fiddickow, Pseudonym: Hermann Fidow (* 4. September 1909 in Hannover; † nicht ermittelt), war ein deutscher Schriftsteller und Journalist.

## Leben und Wirken
Fiddickow war in der NS-Zeit Hauptschriftleiter beim Franz-Eher-Verlag, dem Zentralverlag der NSDAP, und außerdem stellvertretender Hauptschriftleiter der Zeitschrift „Der Angriff“. 1936 nahm er acht Monate als Berichterstatter am Spanischen Bürgerkrieg teil.
Er nahm die Figur von Fritze Bollmann als Vorlage für die Novelle „Fritze Bollmann. Die Tragikomödie vom Brandenburger Barbier“, in dem der im wirklichen Leben geplagte Familienvater als Junggeselle von 40 Jahren erscheint. Auf der Grundlage dieser Novelle wurde 1942/1943 der Film „Fritze Bollmann wollte angeln“ (Regie: Volker von Collande, Drehbuch: Ernst Keienburg und Rolf Meyer) von der Tobis mit Will Dohm in der Hauptrolle verfilmt. Daneben war Fiddickow auch 1935 am Kurzfilm Achte mir auf Gakeki beteiligt.
Nach 1945 standen viele seiner Publikationen auf den erschienenen Listen der auszusondernden Literatur in der Sowjetischen Besatzungszone.

## Werke (Auswahl)
- Eine ganze Welt voll Glück, Tiergeschichten. 1933.
- Berliner Denkmäler im Volkswitz. Berlin 1933.
- Fritze Bollmann. Die Tragikomödie vom Brandenburger Barbier, ergötzlich, erschröcklich und gleichermaßen erfreulich, erzählt und fabuliert. Verl. Deutsche Kulturwacht, Berlin-Schöneberg 1934.
- Polly treibt groben Unfug. Neue Tiergeschichten. Junge Generation Verlag, Berlin 1935.
- Eine ganze Welt voll Glück. Tiergeschichten. P. Franke, [1936].
- Eine Handvoll Abenteuer. Tatsachenberichte eines Journalisten. Junge Generation Verlag, Berlin 1940.